# Holmtjärnen (Tärna socken, Lappland)
Holmtjärnen är en sjö i Storumans kommun i Lappland och ingår i Umeälvens huvudavrinningsområde.